# 리빙 네버랜드
《리빙 네버랜드》(Leaving Neverland)는 미국에서 제작된 댄 리드 감독의 2019년 다큐멘터리 영화이다. 가수 마이클 잭슨에 의해 아동 성학대를 당했다고 주장하는 웨이드 롭슨과 제임스 세이프척이라는 2명의 인물에 초점을 맞추고 있다.

## 기타
- 프로듀서: 댄 리드